# Renseignement criminel
Le renseignement criminel est une information collectée et analysée afin de prévenir, anticiper ou suivre une activité criminelle.
Par extension, « renseignement criminel » désigne l'ensemble des activités de traitement de ce type de renseignement (orientation, recherche, analyse, diffusion) visant à aider les autorités policières dans la lutte contre la criminalité.
Le renseignement criminel se situe à trois niveaux: stratégique, tactique et opérationnel 
- Renseignement stratégique pour tout renseignement visant à donner une image globale d'un ou plusieurs phénomènes, d'une ou plusieurs organisations criminelles, des tendances, des évolutions, et des menaces actuelles ou à venir. À ce niveau, il s'agit de mettre en lumière les trois dimensions de la menace, à savoir les territoires, les populations et les flux criminels.Toute l'information criminelle (géographie, histoire, économie, sociologie, géopolitique...) est également prise en compte pour situer les menaces dans un cadre de référence idoine.

- Renseignement tactique pour tout renseignement visant à donner une image d'un phénomène criminel spécifique, d'un groupe d'auteurs spécifiques, de ses agissements ou de son fonctionnement et permettant d'entreprendre une action policière (recherche d'enquête) ou judiciaire (procédure).

- Renseignement opérationnel pour tout renseignement visant à préciser une information opérationnelle ou permettant d'obtenir des éléments de recherche, d'enquête ou de procédure précis. Ce renseignement peut être recueilli soit dans le cadre d'une procédure (devoir d'enquête), soit dans le cadre d'une recherche d'informations policières, avec ou sans le recours à un indicateur.